# Athlétisme aux Jeux de l'Asie de l'Est de 2009
Navigation
Édition précédente Édition suivante
Les compétitions d'athlétisme aux Jeux de l'Asie de l'Est de 2009 se sont déroulées à Hong Kong.

## Résultats

### Hommes
| Épreuve | Or                                                                      | Or              | Argent                                                       | Argent          | Bronze                                                               | Bronze          |
| --- | ----------------------------------------------------------------------- | --------------- | ------------------------------------------------------------ | --------------- | -------------------------------------------------------------------- | --------------- |
| 100 m | Su Bingtian Chine                                                       | 10 s 33         | Shintaro Kimura Japon                                        | 10 s 39         | Yi Wei-Chen Taipei chinois                                           | 10 s 45         |
| 200 m | Kenji Fujimitsu Japon                                                   | 20 s 91         | Yeo Ho-suah Corée du Sud                                     | 21 s 27         | Sota Kawatsura Japon                                                 | 21 s 43         |
| 400 m | Liu Xiaosheng Chine                                                     | 46 s 72         | Park Bong-go Corée du Sud                                    | 46 s 96         | Yusuke Ishitsuka Japon                                               | 47 s 12         |
| 800 m | Ryosuke Awazu Japon                                                     | 1 min 50 s 66   | Park Jung-jin Corée du Sud                                   | 1 min 50 s 83   | Gao Congcong Chine                                                   | 1 min 50 s 92   |
| 1 500 m | Yasunori Murakami Japon                                                 | 3 min 46 s 24   | Zhang Haikun Chine                                           | 3 min 50 s 33   | Yuichiro Ueno Japon                                                  | 3 min 55 s 11   |
| 5 000 m | Li Zicheng Chine                                                        | 13 min 53 s 48  | Yuki Matsuoka Japon                                          | 13 min 58 s 00  | Yuichiro Ueno Japon                                                  | 14 min 18 s 90  |
| 10 000 m | Kensuke Takezawa Japon                                                  | 30 min 18 s 91  | Li Zicheng Chine                                             | 30 min 19 s 99  | Ho Chin-Ping Taipei chinois                                          | 30 min 52 s 70  |
| 110 m haies | Liu Xiang Chine                                                         | 13 s 66         | Ji Wei Chine                                                 | 13 s 88         | Park Tae-kyong Corée du Sud                                          | 14 s 02         |
| 400 m haies | Naohiro Kawakita Japon                                                  | 50 s 61         | Meng Yan Chine                                               | 50 s 99         | Yuta Imazeki Japon                                                   | 51 s 20         |
| 3000 m steeple | Sun Wenli Chine                                                         | 9 min 01 s 88   | Takayuki Matsuura Japon                                      | 9 min 03 s 89   | Wu Wen-Chien Taipei chinois                                          | 9 min 04 s 48   |
| 4 × 100 m | Taipei chinois Liu Yuan-Kai Tsai Meng-Lin Tu Chia-Lin Yi Wei-Chen       | 39 s 31         | Japon Shogo Arao Kenji Fujimitsu Shintaro Kimura Takumi Kuki | 39 s 40         | Chine Hu Kai Li Mingxuan Su Bingtian Yu Liangliang                   | 39 s 86         |
| 4 × 400 m | Japon Yoshihiro Horigome Yuta Imazeki Yusuke Ishitsuka Naohiro Kawakita | 3 min 07 s 08   | Chine Cui Haojing Li Mingxuan Liu Xiaosheng Meng Yan         | 3 min 08 s 63   | Taipei chinois Chang Chi-Cheng Chen Chieh Liu Yuan-Kai Tsai Meng-Lin | 3 min 10 s 47   |
| Semi-marathon | Tomoya Onishi Japon                                                     | 1 h 06 min 05 s | Pak Song-chol Corée du Nord                                  | 1 h 06 min 05 s | Chang Chia-Che Taipei chinois                                        | 1 h 06 min 30 s |
| 20 km marche | Yu Wei Chine                                                            | 1 h 26 min 46 s | Koichiro Morioka Japon                                       | 1 h 26 min 47 s | Kim Hyun-sub Corée du Sud                                            | 1 h 26 min 59 s |
| Saut en hauteur | Hikaru Tsuchiya Japon                                                   | 2,18 m          | Zhao Kuansong Chine                                          | 2,18 m          | Wang Chen Chine                                                      | 2,18 m          |
| Saut à la perche | Hiroki Ogita Japon                                                      | 5,30 m          | Hiroki Sasase Japon                                          | 5,30 m          | Hsieh Chia-Han Japon                                                 | 4,80 m          |
| Saut en longueur | Li Jinzhe Chine                                                         | 7,85 m          | Naohiro Shinada Japon                                        | 7,73 m          | Rikiya Saruyama Japon                                                | 7,71 m          |
| Triple saut | Yohei Kajikawa Japon                                                    | 16,15 m         | Yu Jae-hyeok Corée du Sud                                    | 15,61 m         | Si Kuan Wong Macao                                                   | 15,29 m         |
| Lancer du poids | Zhang Jun Chine                                                         | 20,41 m         | Chang Ming-Huang Taipei chinois                              | 18,33 m         | Yohei Murakawa Japon                                                 | 17,58 m         |
| Lancer du disque | Shiro Kobayashi Japon                                                   | 55,98 m         | Wang Yao-Hui Taipei chinois                                  | 55,18 m         | Chang Ming-Huang Taipei chinois                                      | 54,92 m         |
| Lancer du marteau | Hiroaki Doi Japon                                                       | 71,25 m         | Ma Liang Chine                                               | 70,74 m         | Hiroshi Noguchi Japon                                                | 67,40 m         |
| Lancer du javelot | Qin Qiang Chine                                                         | 80,41 m         | Zhao Qinggang Chine                                          | 79,62 m         | Chen Yu-Wen Taipei chinois                                           | 72,41 m         |
| Décathlon | Qi Haifeng Chine                                                        | 7747 pts        | Daisuke Ikeda Japon                                          | 7596 pts        | Ng Chit Wing Hong Kong                                               | 5976 pts        |
| Records et Performances - AR : Record continental (area record) - CR : Record des championnats (championship record) - MR : Record du meeting (meet record) - NR : Record national (national record) - OR : Record olympique (olympic record) - PR : Record paralympique (paralympic record) - PB : Record personnel (personal best) - SB : Meilleure performance personnelle de la saison (season's best) - WL : Meilleure performance mondiale de l'année (world leader) - WJR : Record du monde junior (world junior record) - WR : Record du monde (world record) Circonstances et Conditions - DNF : N'a pas terminé (did not finish) - DNS : N'a pas pris le départ (did not start) - DQ : Disqualification (disqualification) - NM : Aucun essai valable enregistré (No Mark) - Q : Qualifié « directement » au prochain tour (ou à la prochaine compétition), lors d'une compétition majeure, grâce au classement ou à la réalisation des minima (automatic qualifier) - q : Qualifié au prochain tour (ou à la prochaine compétition), lors d'une compétition majeure, grâce au repêchage ou à la réalisation de l'une des meilleures performances parmi celles des « non qualifiés directement » (grâce au meilleur temps ou à la meilleure distance par exemple) (secondary qualifier) |                                                                         |                 |                                                              |                 |                                                                      |                 |

### Femmes
| Épreuve | Or                                                 | Or                 | Argent                                                    | Argent          | Bronze                                                                 | Bronze                              |
| --- | -------------------------------------------------- | ------------------ | --------------------------------------------------------- | --------------- | ---------------------------------------------------------------------- | ----------------------------------- |
| 100 m | Tao Yujia Chine                                    | 11 s 70            | Mayumi Watanabe Japon                                     | 11 s 83         | Maki Wada Japon                                                        | 12 s 06                             |
| 200 m | Jiang Lan Chine                                    | 23 s 92            | Hang Ling Chine                                           | 24 s 24         | Yuka Nagakura Japon                                                    | 24 s 88                             |
| 400 m | Chen Jingwen Chine                                 | 53 s 52            | Tang Xiaoyin Chine                                        | 53 s 84         | Miho Shingu Japon                                                      | 55 s 37                             |
| 800 m | Liu Qing Chine                                     | 2 min 06 s 41      | Akari Kishikawa Japon                                     | 2 min 07 s 21   | Manami Mashita Japon                                                   | 2 min 07 s 42                       |
| 1 500 m | Liu Qing Chine                                     | 4 min 21 s 64      | Shinetsetseg Chuluunkhuu Mongolie                         | 4 min 39 s 47   | Yiu Kit Ching Hong Kong                                                | 4 min 40 s 71                       |
| 5 000 m | Yuriko Kobayashi Japon                             | 16 min 46 s 86     | Jia Chaofeng Chine                                        | 16 min 47 s 04  | Leong Yuen Fan Hong Kong                                               | 19 min 38 s 83                      |
| 10 000 m | Kayo Sugihara Japon                                | 33 min 55 s 43     | Jia Chaofeng Chine                                        | 34 min 50 s 22  | Battsetseg Baatarkhuu Mongolie                                         | 37 min 04 s 86                      |
| 100 m haies | Sun Yawei Chine                                    | 13 s 13            | Mami Ishino Japon                                         | 13 s 42         | Li Wang Chine                                                          | 13 s 57                             |
| 400 m haies | Miyabi Tago Japon                                  | 59 s 23            | Kana Tsuru Japon                                          | 59 s 70         | Chang Ai-Hua Taipei chinois                                            | 1 min 03 s 57                       |
| 3000 m steeple | Li Zhenzhu Chine                                   | 10 min 00 s 17     | Minori Hayakari Japon                                     | 10 min 07 s 01  | Yiu Kit Ching Hong Kong                                                | 11 min 26 s 03                      |
| 4 × 100 m | Chine Han Ling Jiang Lan Tang Xiaoyin Tao Yujia    | 44 s 69            | Japon Kaoru Matsuda Nodoka Seko Maki Wada Mayumi Watanabe | 44 s 89         | Hong Kong Ho Yee Chan Man Ling Hui Hau Sze Leung Kin Yee Wan           | 45 s 71                             |
| 4 × 400 m | Chine Chen Jingwen Han Ling Jiang Lan Tang Xiaoyin | 3 min 37 s 72      | Japon Mayu Horie Yuka Nagakura Miho Shingu Kana Tsuru     | 3 min 42 s 18   | Taipei chinois Chang Ai-Hua Chen Shu-Chuan Liao Ching-Hsien Liu Wen-Yi | 3 min 51 s 08                       |
| Semi-marathon | Kim Kum Ok Corée du Nord                           | 1 h 11 min 55 s NR | Yuri Kano Japon                                           | 1 h 12 min 03 s | Yoko Miyauchi Japon                                                    | 1 h 12 min 36 s                     |
| 20 km marche | Li Yanfei Chine                                    | 1 h 35 min 33 s    | Kumi Otoshi Japon                                         | 1 h 35 min 40 s | Yang Mingxia Chine                                                     | 1 h 45 min 06 s                     |
| Saut en hauteur | Zheng Xingjuan Chine                               | 1,88 m             | Yuki Mimura Japon                                         | 1,79 m          | Yip Hiu Laam Hong Kong                                                 | 1,60 m                              |
| Saut à la perche | Lim Eun-ji Corée du Sud                            | 4,20 m             | Li Ling Chine                                             | 4,05 m          | Tomomi Abiko Japon                                                     | 3,90 m                              |
| Saut en longueur | Chen Yaling Chine                                  | 6,30 m             | Saeko Okayama Japon                                       | 6,28 m          | Lu Minjia Chine                                                        | 6,24 m                              |
| Triple saut | Hye Kyung Jung Corée du Sud                        | 13,56 m            | Sayuri Takeda Japon                                       | 12,80 m         | Tse Mang Chi Hong Kong                                                 | 12,30 m                             |
| Lancer du poids | Li Ling Chine                                      | 17,95 m            | Li Meiju Chine                                            | 16,74 m         | Lin Chia-Ying Taipei chinois                                           | 15,47 m                             |
| Lancer du disque | Li Yanfeng Chine                                   | 64,66 m            | Xu Shaoyang Chine                                         | 56,04 m         | Li Wen-Hua Taipei chinois                                              | 55,35 m                             |
| Lancer du marteau | Wang Zheng Chine                                   | 67,06 m            | Masumi Aya Japon                                          | 59,56 m         | Lee Jae-young Corée du Sud                                             | 50,69 m                             |
| Lancer du javelot | Liu Chunhua Chine                                  | 60,05 m            | Zhang Li Chine                                            | 58,12 m         | Emika Yoshida Japon                                                    | 54,27 m                             |
| Heptathlon | Yuki Nakata Japon                                  | 5717 pts           | Lee Eun Im Corée du Sud                                   | 4608 pts        | Seulement deux médailles attribuées                                    | Seulement deux médailles attribuées |
| Records et Performances - AR : Record continental (area record) - CR : Record des championnats (championship record) - MR : Record du meeting (meet record) - NR : Record national (national record) - OR : Record olympique (olympic record) - PR : Record paralympique (paralympic record) - PB : Record personnel (personal best) - SB : Meilleure performance personnelle de la saison (season's best) - WL : Meilleure performance mondiale de l'année (world leader) - WJR : Record du monde junior (world junior record) - WR : Record du monde (world record) Circonstances et Conditions - DNF : N'a pas terminé (did not finish) - DNS : N'a pas pris le départ (did not start) - DQ : Disqualification (disqualification) - NM : Aucun essai valable enregistré (No Mark) - Q : Qualifié « directement » au prochain tour (ou à la prochaine compétition), lors d'une compétition majeure, grâce au classement ou à la réalisation des minima (automatic qualifier) - q : Qualifié au prochain tour (ou à la prochaine compétition), lors d'une compétition majeure, grâce au repêchage ou à la réalisation de l'une des meilleures performances parmi celles des « non qualifiés directement » (grâce au meilleur temps ou à la meilleure distance par exemple) (secondary qualifier) |                                                    |                    |                                                           |                 |                                                                        |                                     |

## Tableau des médailles
| Rang | Nation | Or | Argent | Bronze | Total |
| ---- | ------ | -- | ------ | ------ | ----- |
| 1    | CHN    | 26 | 16     | 6      | 48    |
| 2    | JPN    | 16 | 21     | 15     | 52    |
| 3    | KOR    | 2  | 5      | 3      | 10    |
| 4    | TPE    | 1  | 2      | 12     | 15    |
| 5    | PRK    | 1  | 1      | 0      | 2     |
| 6    | MGL    | 0  | 1      | 1      | 2     |
| 7    | HKG    | 0  | 0      | 7      | 7     |
| 8    | MAC    | 0  | 0      | 1      | 1     |
| 9    | GUM    | 0  | 0      | 0      | 0     |